# Gapyeong-gun
Gapyeong-gun är en landskommun (gun) i den sydkoreanska provinsen Gyeonggi. Folkmängden var 63 462 i slutet av 2019.
Kommunen indelas administrativt i en köping, centralorten Gapyeong-eup, med  19 842 invånare 2019, och fem socknar:
Buk-myeon,
Cheongpyeong-myeon,
Jojong-myeon,
Sang-myeon och
Seorak-myeon.